# Хилков, Андрей Яковлевич
Князь Андрей Яковлевич Хилков (1676 — 1716) — ближний стольник, резидент (представитель) Петра I при дворе Карла XII в Стокгольме. 
Внук боярина В. И. Хилкова, брат генерал-майора Ю. Я. Хилкова и комнатного стольника князя Михаила Яковлевича.
Род Хилковых считался в Русском царстве одним из знатнейших. Князь Андрей родился в семье окольничего Якова Васильевича Хилкова (ум. 1681) и его жены Анны Илларионовны, дочери думного дворянина И. Д. Лопухина.

## Биография
В 1687—1696 годах в Боярской книге показан комнатным стольником царя Ивана V Алексеевича, а потом до 1692 года комнатным стольником царя Петра I Алексеевича. В 1697 году Андрей Хилков, в звании комнатного стольника, был отправлен в Италию для изучения мореходства и кораблестроения. Вскоре по возвращении в Россию он в чине ближнего стольника в мае 1700 года был послан резидентом в Швецию, куда прибыл в июне. Ему поручено было известить короля Карла XII о скором прибытии великих послов (боярина князя Я. Долгорукого и окольничего князя Ф. Шаховского) для торжественного подтверждения мирных договоров со Швецией.

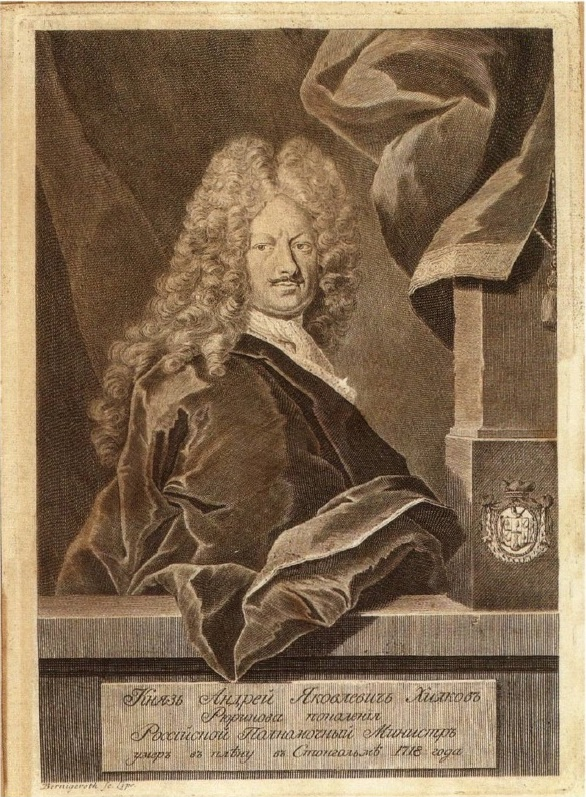
Гравюра нач. XVIII в.

Пётр Великий назначил резидента в Стокгольм исключительно с целью усыпить бдительность шведского правительства и скрыть от него свои приготовления к войне со Швецией, которую он решил начать немедленно по заключении мира с Турцией. Не застав короля в Стокгольме, князь Хилков последовал за ним к берегам Дании через Никепинг, Нордкепинг, Линкопинг, Юнкепинг и 13 августа прибыл в Ландскрон, откуда поплыл на яхте через Зунд к Карлу XII под Копенгаген, воюющего против датчан. Здесь 19 августа 1700 года на королевской яхте передал Карлу XII грамоты и сказал, по наказу, речь на итальянском языке, которому научился во время своей учебной поездки в Италию. После чего возвратился в Ландскрон.
На ответную встречу выехал 26 августа в Христианстан, где 30 августа имел вторичную аудиенцию, на которой король объявил, что царская грамота ему «зело приятственна», и что он признаёт князя Хилкова резидентом (фактически — послом) при своём дворе. Выехав 5 сентября из военного лагеря короля отправился в Карлскрон, а оттуда через Нордкепинг и Никепинг приехал 17 сентября в Стокгольм.

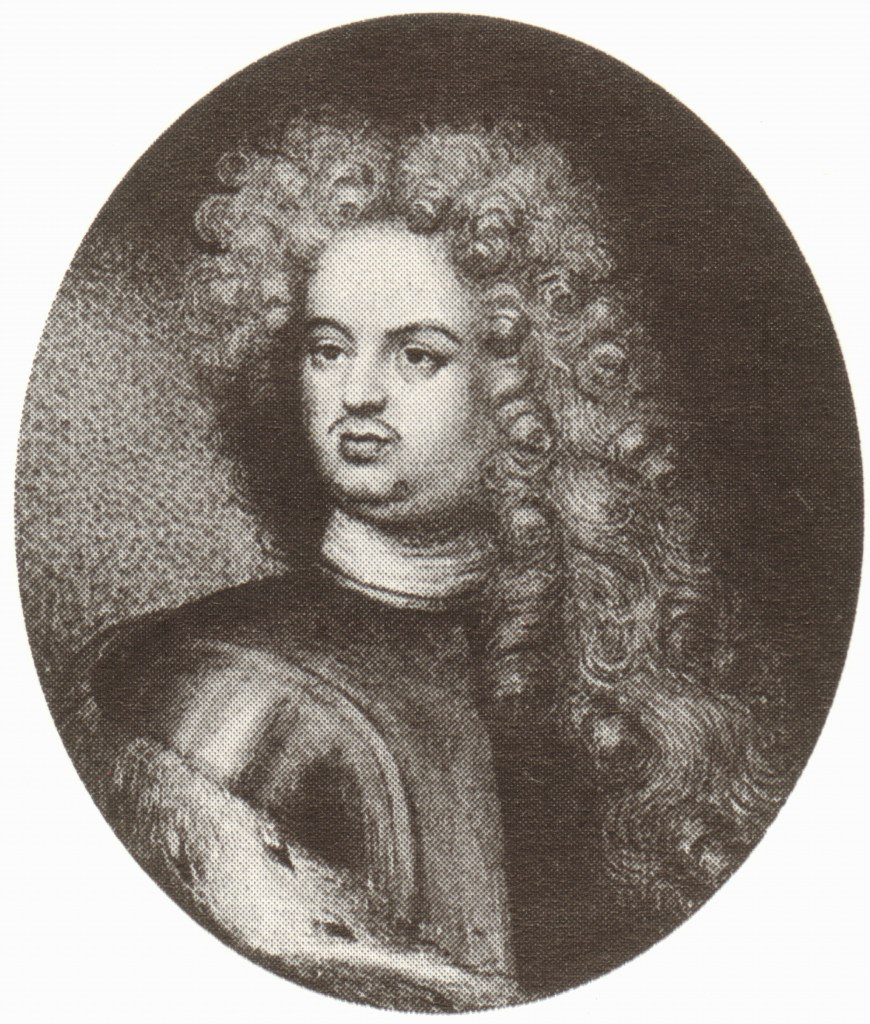
Портрет 1-й четверти XVIII в.

Между тем в те самые дни, 19 августа, в Москве объявлена была Великая Северная война со Швецией «за многие свейские неправды», и ратным людям велено было идти на шведские города войною. Как только, месяц спустя, об этом узнали в Швеции, русский резидент был арестован, имущество его опечатано и к дому приставили караул. Князь Хилков не протестовал, заявив шведскому церемониймейстеру: «что хотят, то в своем государстве чинят».
Шведское правительство объявило князю Хилкову, что оно согласно разменять его на шведского резидента в Москве Книпера, но впоследствии отказалось от этого, и кн. Хилкову пришлось прожить в плену 15 лет и умереть на чужбине. Шведы очень сурово обращались как с кн. Хилковым, так и с попавшими позднее в их руки военнопленными русскими генералами и офицерами.

Князь Хилков сообщал императору Петру в 1703 году:

…лучше быть в плену у турок, чем у шведов: здесь русских ставят ни во что, ругают и бесчестят; караул у меня и у генералов внутри; кто пойдет ради нужды, караульщик всегда при нем с заряженным мушкетом; купцов наших замучили тяжкими работами, несмотря на все мои представления.
В 1711 году состоялся размен большей части военнопленных; но князь Хилков остался в Швеции. В 1713 году его перевели из Стокгольма в Вестерос.

Отсюда он писал Петру:

«в нынешнее время, я, неключимый раб, никакой службы Вашему Величеству служить не могу».

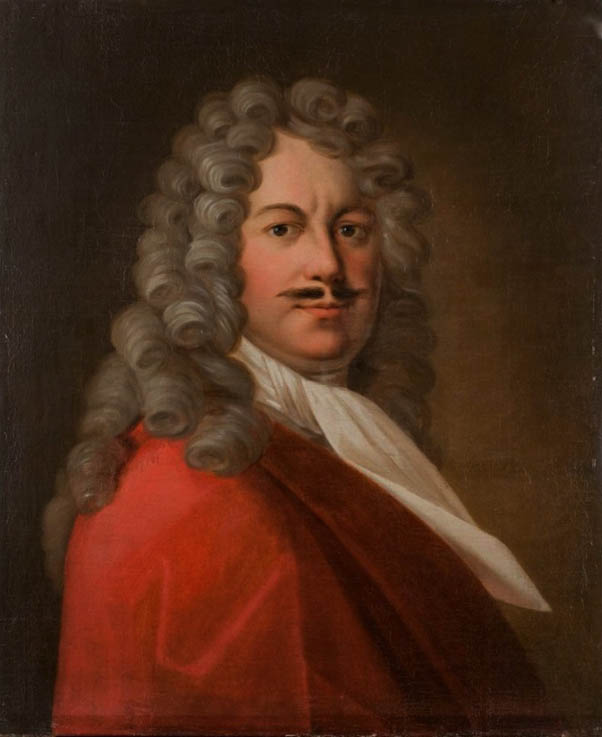
Посмертный портрет XIX века

Однако и из этого провинциального городка он старался узнавать и сообщать Петру шведские политические новости.

В одном из неизданных его донесений, хранящихся в Государственном архиве, находим сообщение об административной реформе 1714 года в Швеции:

От короля здешнего приехал не очень давно подполковник в Стокгольм с множеством фол-махтов на чины своим подданным, меж которыми пришли фол-махты на новый чин и службу, какая преж сего николи в Свеи не бывала: омбудсрод — градус самый ближний к боярину. Таких омбудсродов сделано шесть: Justitiae, Воинских дел, Большой казны, Торговых дел, Первых иностранных дел, Немецких дел.
Князь Хилков скончался в Вестеросе в ноябре 1716 года. В 1718 году тело его было привезено в Петербург и погребено в Александро-Невском монастыре 18 октября 1719 года.
До середины XIX века А. Я. Хилкову приписывался труд «Ядро российской истории», впервые изданный под его именем в 1770 году и сочинённый секретарём его посольства Алексеем Манкиевым.

## Семья
Был женат на Марии Васильевне Еропкиной (дочь окольничего Василия Михайловича) и имел одну дочь:
- Княжна Ирина  Андреевна — первая жена князя Алексея Дмитриевича Голицына (1697—1768); этот брак был непродолжительным и бездетным.